# Pristimantis kareliae
Pristimantis kareliae es una especie de anfibio anuro de la familia Craugastoridae.

## Distribución
Esta especie es endémica del estado de Mérida en Venezuela. Habita en Cardenal Quintero, en los lagos Mucubají y La Victoria, entre los 2500 y 3395 metros sobre el nivel del mar en la cordillera de Mérida.

## Descripción
Los machos miden de 23.0 a 27.4 mm y las hembras de 28.3 a 34.5 mm.

## Etimología
El nombre de esta especie se refiere a Karelia La Marca, la hija del descubridor, así como la similitud del biotopo de la especie con los numerosos lagos de la República de Carelia.

## Publicación original
- La Marca, 2005 : Dos nuevas especies de ranas (Amphibia: Leptodactylidae) de páramo del Parque Nacional Sierra Nevada, Venezuela. Herpetotropicos, vol. 2, n.º 1, p. 47-54[5]